# 超級大痞子二部曲
《超級大痞子二部曲》（簡稱《MMLP2》），是美國嘻哈歌手阿姆的第八張專輯。這張專輯是他2000年《超級大痞子》的續集，請到了蕾哈娜、肯德里克·拉马尔等作客串。
這張專輯的第一首單曲〈大鬧一場〉，發行了二天便旋即空降美國《告示牌》百强单曲榜，取得了第三位。至於第二和第三首單曲〈適者生存〉和〈饒舌天神〉，前者獲得了第17位，第四首單曲〈怪獸〉，請到了蕾哈娜客串，於2013年10月2日發行。第五首單曲〈車頭燈〉，則找到了歡樂.樂團主唱奈特·瑞斯作客串，於2014年2月5日發行。
這張專輯普遍得到了音樂評論家的正面評價。這張專輯得到了《公告牌》二百强专辑榜第一位及得到了2013年全年第二高專輯銷量。直至2014年3月2日，總共售出了1975597張專輯。